# 勝楽寺 (西尾市)

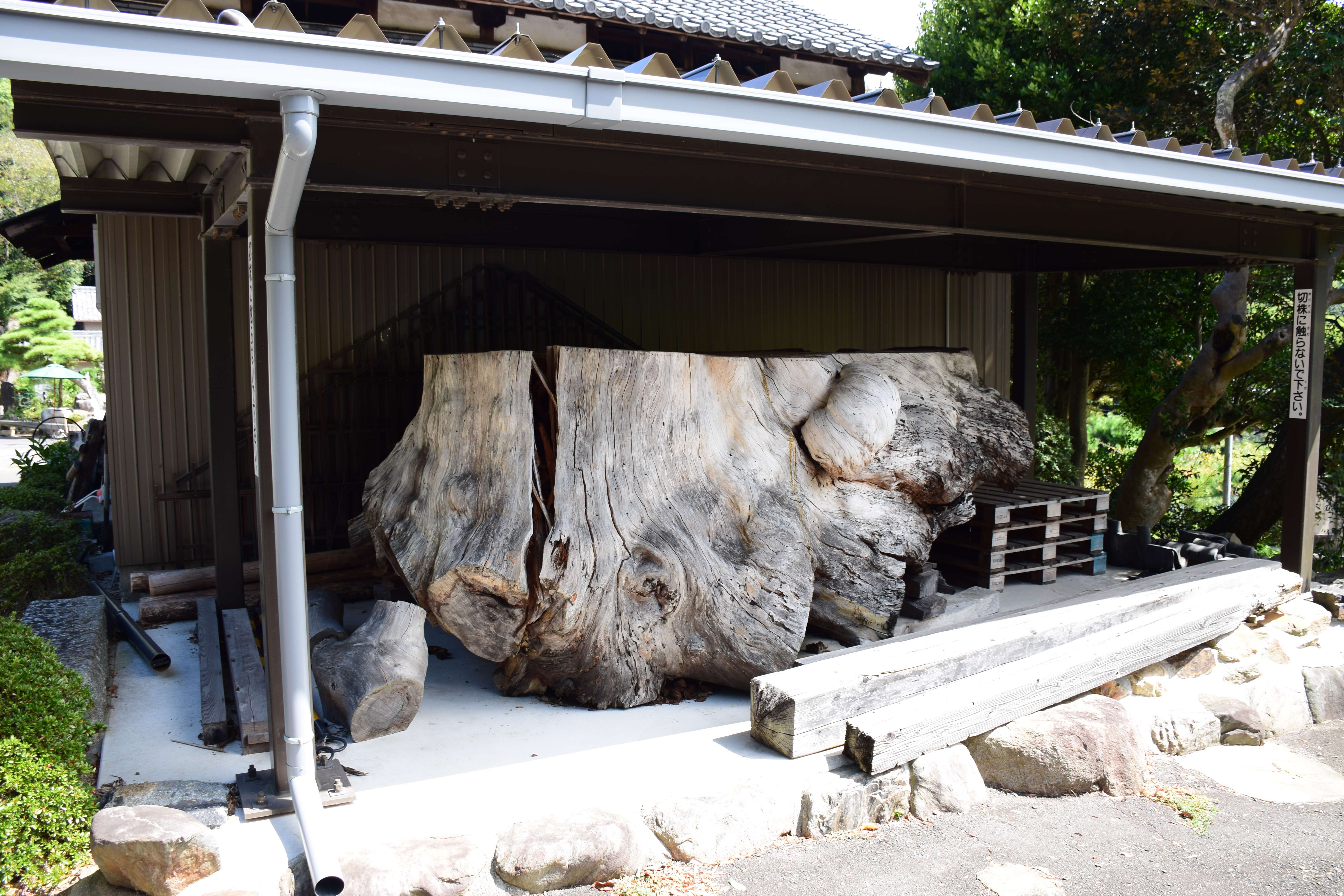
足利尊氏手植えのクロマツの根の部分

勝楽寺（しょうらくじ）は、愛知県西尾市吉良町にある曹洞宗の寺院。山号は萬松山。

## 由緒
延元4年（1339年）、足利尊氏によって創建されたと伝わる。創建時尊氏が、国家安泰・民福多幸の請願成就を祈念して植えたクロマツがあったが、松くい虫の被害により平成18年（2006年）に伐採された。本尊の子安地蔵菩薩は、後白河法皇の作ともいわれる。

## 文化財

### 愛知県指定文化財
- 紙本墨書本事経巻第七

## 所在地
- 愛知県西尾市吉良町小山田稠34